# أبو عبد الله الحسين بن أحمد المغلس المراغي
أبو عبد الله الحسين بن أحمد المغلس المراغي (ويُلقب أيضًا باسم المغلسي) كان شاعرًا في القرن العاشر الميلادي. ازدهر حوالي سنة 381هـ/991م، ارتبط ببلاط بهاء الدولة البويهي. يُعتبر أحد أشهر مؤلفي أدب الألغاز العربية [الإنجليزية] المعروفين في القرن الثالث الهجري. 

## الألقاب
تشير بعض المصادر إلى ابن المغلس بدلًا من ذلك باسم ابن المفلس ولكن هذا يرجع إلى الخلط الكتابي بين الحرفين العربيين غ و ف: في الوضع الأوسط يبدو الحرفان متشابهين، ولا تُكتب الحروف المتحركة القصيرة، لذلك فإن المغلس نُسخَت بشكل خاطئ على أنها المفلس. :121 fn. 90 :121 fn. 90 كلمة مغلس تعني «الشخص الذي يتباطأ».
يُعتقد أن لقب المراغي يشير إلى أن المراغي نشأ في مدينة مراغة في إيران وتحديدًا مقاطعة أذربيجان الإيرانية.:120

## أعماله
بحسب بلال الأرفلي، فإن عالم الأدب في القرن الحادي عشر عبد الملك بن محمد الثعالبي يقتبس من شعر المغليث في العديد من أعماله. :120 fn. 81 :120 fn. 81تتضمن مختاراته الشعرية يتيمة الدهر عمل المغلس في الباب الثالث (القسم الثالث من يتيمة الدهر في محاسن أهل العصر وهو يشتمل على ملح أشعار أهل الجبال وفارس وجرجان وطبرستان) :198وتحديدًا في الفصل الثامن (في ذكر سائر شعراء الجبل والطارئين عليه من العراق وغيرها وملح أخبارهم وأشعارهم). :199تقتبس المجموعة لغزين، أحدهما عن محك الذهب [الإنجليزية]والآخر عن اللواء، ويذكر قليلًا من شعره أيضًا.
وقد أدرج الثعالبي المزيد من أشعار المغلس في تكملة اليتيمة ، المعروف بتتمة اليتيمة، حيث يظهر المغلس في الباب الثاني، بعنوان: (تتمة القسم الثاني في محاسن أشعار أهل العراق بل أحاسنها وما يتصل بها من ملح أخبارهم).:202وفقًا لطبعة بيروت لعام 1983 وطبعة رضوان النقدية لعام 1972، فإن كتاب "تتمة اليتيمة" يسجل أحد عشر لغزًا للمغليس بالإضافة إلى مقتطف قصير من قصيدة غزل له.:67–69 [ch. 66]
| المصدر          | الحل                       | الأبيات | بحر الشعر |
| --------------- | -------------------------- | ------- | --------- |
| يتيمة الدهر     | مِحَكُّ الذَهَبِ                  | 2       | الطويل    |
|                 | اللِّواءُ                     | 2       | الطويل    |
| تتمة اليتيمة    | نَخْلَةُ عَلى شاطِئ نَهْرِ مِن دِجْلةِ  | 2       | المتقارب  |
|                 | السُفْرةُ                     | 6       | الوافر    |
|                 | البَيْضَةُ                     | 2       | الطويل    |
|                 | بَاقَةُ الْبَقْلِ                 | 2       | المنسرح   |
|                 | الزُنْبورُ                    | 6       | الرجز     |
|                 | الْمِقْرَاضُ                    | 2       | الهجز     |
|                 | الْسَّيْفُ                      | 2       | المتقارب  |
|                 | الْمِيزَابُ                    | 5       | الرجز     |
|                 | ُالْكِتَاب                     | 2       | الطويل    |
|                 | صورَتِهِ الَّتِي يَرَاهَا فِي الْمِرْآةِ | 2       | الطويل    |
|                 | الْحَمَّامُ                     | 4       | الطويل    |
| الوافي بالوفيات | القَبَّانُ                     | 3       | المتقارب  |